# Escharella hozawai
Escharella hozawai är en mossdjursart som först beskrevs av Okada 1929.  Escharella hozawai ingår i släktet Escharella och familjen Romancheinidae. Inga underarter finns listade i Catalogue of Life.